# Sunyer II di Empúries
Sunyer di Empúries, e di Rossiglione (... – 915), è stato un nobile franco, conte d'Empúries, dall'864 e di Rossiglione, dall'899 sino alla morte.

## Origine
Era figlio del conte d'Empúries e di Rossiglione, Sunyer I  e della moglie di cui non si conoscono né il nome, né gli ascendenti.

## Biografia
Di Sunyer II si hanno scarse notizie. In un documento del 931, di una donazione del vescovo di Elne, Waldaldo assieme al conte Gausberto, figlio di Sunyer, quest'ultimo viene citato assieme alla moglie Ermengarda ed ai figli, Bencione, Elmerado e Arsinda.
Dopo la ribellione di Unifredo, il re dei Franchi occidentali, Carlo il Calvo, che aveva avuto la meglio su Pipino II di Aquitania, nell'864, lo nominò Conte di Empúries. Sunyer si associò nel governo della contea il fratello, Delà.
Dopo che da Carlo il Calvo era stata sedata la ribellione (marzo-aprile 878) di Bernardo di Gotia, al congresso di Troyes, Sunyer ed il fratello Delà, riconfermati nella contea di Empuries, cercarono invano di avere anche la contea di Gerona, ma il loro tentativo fu reso vano da Goffredo il Villoso.
Nell'889, Sunyer, per farsi confermare il titolo della contea, si recò sino ad Orléans, per rendere omaggio al re dei Franchi occidentali, Oddone.
Nell'889, Sunyer organizzò una spedizione navale, in parte commerciale ma anche di pirateria, nella zona di Almería.
Nell'894, rimase unico conte, per la morte del fratello, Delà.
Nell'899, alla morte di Mirone, Sunyer divenne anche conte del Rossiglione, unificandolo alla contea di Empuries.
Alla morte di Sunier II, nel 915, nel Rossiglione, gli succedette il figlio maggiore, Gausberto I, mentre, nella contea di Empuries, gli succedette il secondogenito, Bencione, come conferma il documento n° 55, paragrafo II, delle Preuves de l'Histoire générale de Languedoc: avec des notes et les pièces, Volume 5.

## Matrimonio e discendenza
Sunyer aveva sposato Ermengarda, da cui aveva avuto cinque figli:
- Gausberto († dopo il 10 aprile 931), conte di Rossiglione e Empúries[3]
- Bencione (†  916), conte di Empúries[3]
- Elmerado (†  920), vescovo di Elne[3]
- Guadaldo (†  947), vescovo di Elne[3]
- Arsinda († prima del 10 aprile 931), che aveva sposato il Visconte di Narbona, Franco II[3].

### Fonti primarie
- (LA)  Histoire générale de Languedoc, Tomus V Preuves.
- (LA)  Colección diplomática del Condado de Besalú, tomus XV.

### Letteratura storiografica
- René Poupardin, I regni carolingi (840-918), in «Storia del mondo medievale», vol. II, 1999, pp. 583–635